# Viện Nghiên cứu Cao cấp Princeton
Viện Nghiên cứu Cao cấp Princeton (tiếng  Anh: Institute for Advanced Study, viết tắt là IAS) là một trung tâm nghiên cứu lý thuyết cao cấp có trụ sở tại Princeton, New Jersey, Hoa Kỳ. Được thành lập năm 1930, IAS được biết tới như là viện nghiên cứu lý thuyết nổi tiếng thế giới, nơi làm việc của nhiều nhà khoa học châu Âu lánh nạn Chiến tranh thế giới thứ hai như Albert Einstein, John von Neumann và Kurt Gödel. Là trung tâm nghiên cứu chuyên sâu về toán học và vật lý lý thuyết, IAS cũng từng là nơi nghiên cứu của nhiều nhà toán học và vật lý nổi tiếng như J. Robert Oppenheimer, Freeman Dyson, Erwin Panofsky, Homer A. Thompson, George Kennan, Hermann Weyl và Michael Walzer.
Tuy không có liên quan chính thức tới Viện Đại học Princeton (dù cùng có trụ sở tại Princeton, New Jersey), IAS và Viện Đại học Princeton từ lâu đã có sự hợp tác khoa học mật thiết. IAS có 4 trường (school) trực thuộc về bốn lĩnh vực lịch sử (Historical Studies), toán học (Mathematics), khoa học tự nhiên (Natural Sciences) và khoa học xã hội (Social Science). Viện trưởng đương nhiệm của IAS là Peter Goddard.

## Lịch sử
IAS được thành lập năm 1930 bởi Louis Bamberger và Caroline Bamberger Fuld với số tiền họ rút ra từ thị trường chứng khoán chỉ không lâu trước khi thị trường này sụp đổ trong thời kỳ Đại suy thoái. IAS bắt đầu được biết tới sau khi hàng loạt nhà khoa học châu Âu di cư sang Mỹ để lánh nạn chiến tranh tới đây làm việc. Trong số đó nổi tiếng nhất phải kể tới Albert Einstein, ngoài ra còn có nhiều nhà nghiên cứu danh tiếng khác như Cahit Arf, Kurt Gödel, Claude Shannon, Clifford Geertz, Lý Chính Đạo, Dương Chấn Ninh, J. Robert Oppenheimer, John von Neumann, Freeman J. Dyson, André Weil, Hermann Weyl, Harish-Chandra, Joan W. Scott, Frank Wilczek, Edward Witten, Albert O. Hirschman và George F. Kennan. Tuy chỉ có 27 thành viên thường trực chính thức, IAS thường mời các nhà khoa học nổi tiếng tới làm việc trong thời hạn vài tháng hoặc vài năm, hiện nay trung bình có khoảng 190 thành viên được IAS lựa chọn mỗi năm.

## Viện trưởng
- Abraham Flexner (1930–1939).
- Frank Aydelotte (1939–1947).
- J. Robert Oppenheimer (1947–1966).
- Carl Kaysen (1966–1976).
- Harry Woolf (1976–1987).
- Marvin L. Goldberger (1987–1991).
- Phillip Griffiths (1991–2003).
- Peter Goddard (2004–nay).